# 小毒龙
《小毒龙》（英語：Dragon Swamp）是1972年上映的一部香港電影，由岳枫执导兼编剧，岳华等人出演。该电影主要讲述一个女子和村民一起反抗盗贼的故事。

## 劇情簡介
有一个女武术家在幼年的时候父亲被杀，于是她便拜一个和尚为师，而她的表哥也练习了一种使用特扇子的功夫。
多年后，杀死女武术家的父亲的盗贼团袭击了女武术家所在的村庄，于是女武术家和村民们一起设计除掉了袭击村子的盗贼。

## 演员
- 施思
- 岳华
- 陈燕燕
- 詹森
- 樊梅生
- 李笑丛
- 余袁稳
- 西瓜刨
- 曾楚霖
- 徐二牛
- 佟林
- 王清河

## 備註
1. ↑  蘇濤. . 2021年.
2. ↑  胡平生. . 2020年.
3. ↑  方明光. . 2003年.
4. ↑  张骏祥, 程季华. . 1995年.

## 相關連結
- 互联网电影数据库（IMDb）上《小毒龙》的资料（英文）
- 豆瓣电影上《小毒龙》的資料 （简体中文）
- 香港影庫上《小毒龙》的資料（繁體中文）